# Травник (книга)
Травник — особый вид лечебника, древнерусского изборника («избор от мног отец и мног книг»), врачебного пособия по употреблению травянистых растений. Западноевропейский аналог травника — гербарий.
В послепетровское время зачастую считались «отреченными» (запрещенными) книгами, так как прибегали к сверхъестественным силам трав и содержали заговоры.

## Колдовство
«Зелейник», или «Травник», — описание чудесных растений, которыми можно лечиться при помощи заговоров. Зелейничество (лечение и волшебство) пользовалось в народе большим уважением, хотя правительством, особенно в XVII веке, преследовалось одинаково со всеми видами ведовства.
Травником также называли одну из подглав «Зелейника» в особых книгах — волховниках, где разделяли травы и цветы (раздел «цветник») и лечебные свойства растений (раздел «лечебник»).
Зелейничеством именовалось лечение и волшебство, а зелейником (или зелейщиком, зелейщицей) — лекарь, знаток силы трав и кореньев. Зелейники имели свои травники, которые хранили пуще ока и передавали по наследству. Травы ими собирались «знаючи», большей частью в Купальскую ночь. Народ смотрел на собирателей трав как на постигших всю глубину премудрости, имевших общение с нездешней силой.
Заговоры из травников полагалось произносить полушёпотом, с целью, чтобы не услышал непосвящённый человек (иначе заговоры не имеют никакого значения) и чтобы остались они неотъемлемой собственностью одних только знахарей. Сопровождались заговоры различными движениями рук и губ для того, чтобы удержать силу слов, или, как говорится, «запечатать замок».
Праздник Иван Купала повсеместно именовался также и «травником». Общенародно верили, что все чудодейственные и целебные травы распускаются как раз в ночь на Ивана Купалу, когда творческие силы земли достигают своего наивысшего напряжения. Поэтому зелейники и деревенские лекари и знахари ни под каким видом не пропускали Ивановой ночи и собирали целебные коренья и травы на весь год.

## Аптекарский приказ

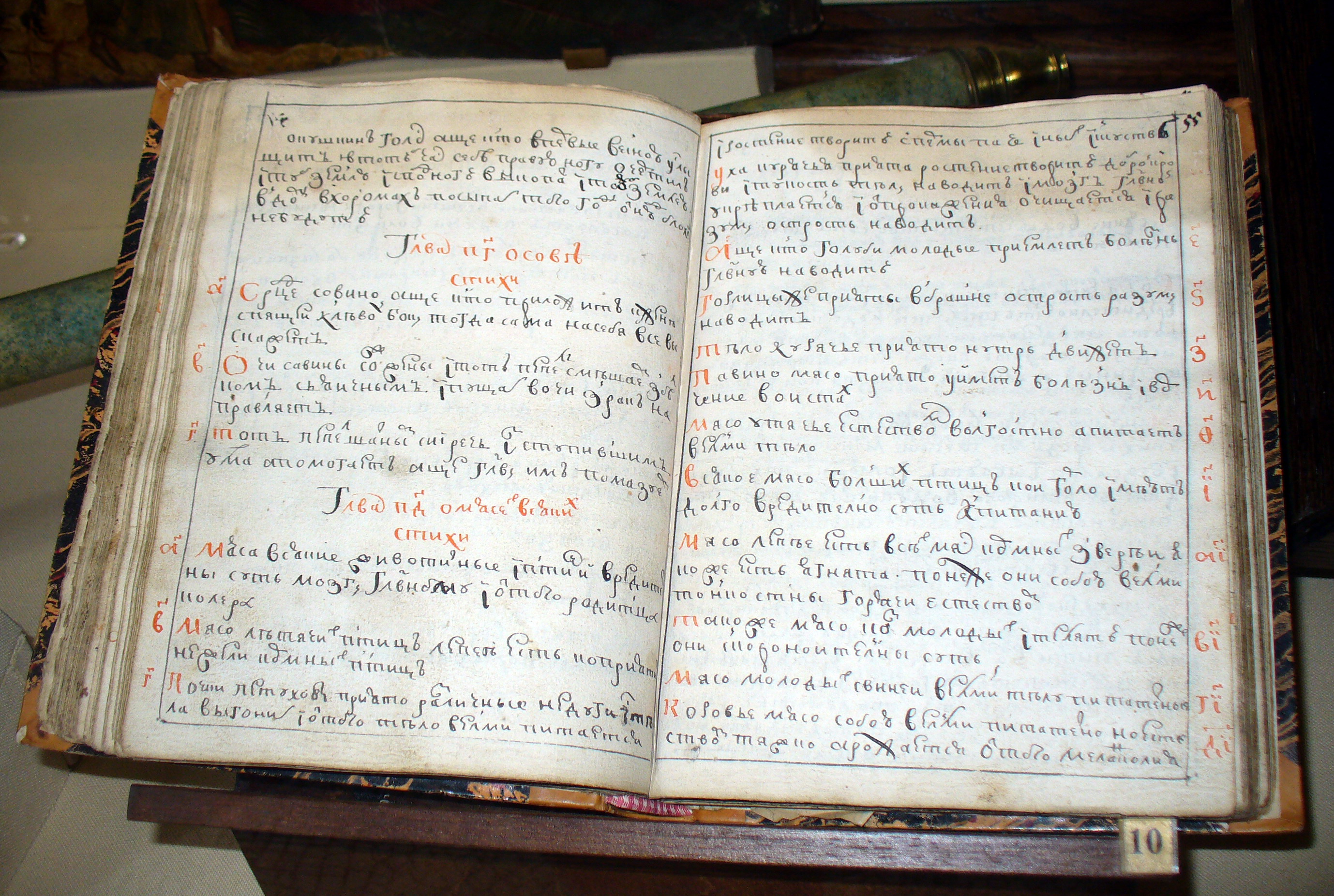
«Прохладный ветроград». Список XVII века. Перевод с немецкого. Описание лечебных трав и способов их употребления

О травниках и аптекарских огородах заботился Аптекарский приказ, существовавший с конца XVI века.
Боярин Фёдор Шереметев добился мало-помалу, чтобы некоторые лечебные травы и коренья стали доставлять в Аптекарский приказ знатоки-травники, собиравшие их по полям.

## Сохранившиеся рукописи
Собрание рукописных травников, зелейников, цветников, лечебников, домашних обиходов имелось, например, в Императорской публичной библиотеке.

### XVI век
- Травник — 1534 г. — 582 листов. Фрагменты рукописной книги. Из фонда Центральной научной библиотеки Харьковского национального университета имени В. Н. Каразина. Шифр хранения ЦНБ: 121-р 159/с. Рукопись написана в 1534 г. и является первым переводом на русский язык немецкой инкунабулы «Hortus Sanitatis» («Сад здоровья» (Любек, 1492). В Травнике дается краткая характеристика многим лекарственным растениям, которая сопровождается детальными иллюстрациями. Травник является уникальным памятником народной медицины XVI в. Травник 1534 года («Благопрохладный вертоград здравию») — рукопись из Постельной казны Ивана Грозного. В рукописи 688 глав, из них 542 посвящены описаниям растений («трав»), а 146 — описаниям «каменьев» или «бисеров».
- «Травник Соловецкой библиотеки», 1562, № 44. Пример из книги: упоминает каломун-траву, как[14]:
  - лечебное средство при родах, лихорадке, рези[15] и для победы над телесной похотью;
  - средство, помогающее воинам наводить страх на неприятельское войско, и которое даёт успех в борьбе со зверями.

Противоядием каломун-траве названа трава, известная как «спинная вошь» и имеющая обратные свойства.

### XVIII век
- Тобольский травник XVIII века

## Цитаты
Приводятся в изданиях XIX века, конкретный источник неясен:
- Один травник XVIII века сказывает про архилин-траву, сказочное растение. Тот, кто рвёт её на Иванов день сквозь золотую или серебряную гривну и на себе носит, тот не боится ни дьявола, ни еретика, ни глаза человека. Она растёт при больших реках и вообще охраняет от порчи и дурного глаза[16].
- «Трава кокуй, собою синя, а другая пестра, из них один муж, а вторая жена»[17].

«Всем тра́вам матерью» считалась плакун-трава. Её корень таил в себе силу, охраняющую малодушных людей от всякого соблазна. Некоторые относили имя «Плакун» к Иван-чаю, другие — к луговому зверобою, третьи — к диким василькам. Также особым вниманием русских ведунов-зелейщиков пользовались: трава-колюка, адамова голова, трава-прикрыш, сон-трава, кочедыжник, трава-тирлич, разрыв-трава и нечуй-ветер.